# Theodore M. Porter
Pour les articles homonymes, voir Porter.
Theodore M. Porter (né en 1953) est un historien des sciences américain, professeur au Département d'histoire de l'Université de Californie à Los Angeles (UCLA).

## Formation et carrière
Porter est diplômé de l'Université Stanford avec un AB en histoire en 1976 et a obtenu un doctorat de l'Université de Princeton en 1981. Il est professeur spécialisé en histoire des sciences au Département d'histoire de l'Université de Californie à Los Angeles.

## Distinctions
En 2008, il a été élu à l'Académie américaine des arts et des sciences.
En 2020 il est lauréat du prix Pfizer, décerné par la History of Science Society, pour Genetics in the Madhouse: The Unknown History of Human Heredity (2018).

## Publications
Il est l'auteur de plusieurs livres, dont The Rise of Statistical Thinking, 1820-1900 ; et Trust in Numbers: The Pursuit of Objectivity in Science and Public Life.
Ce dernier, Trust in Numbers, est considéré comme un ouvrage révolutionnaire, le plus proche d'une référence universelle pour une sociologie de la quantification. Il publie ensuite chez Princeton University Press en 2004, Karl Pearson : The Scientific Life in a Statistical Age.

### Liste indicative d'ouvrages
- The Rise of Statistical Thinking (1986)
- Trust in Numbers: The Pursuit of Objectivity in Science and Public Life (1995). Trad. fr. La confiance dans les chiffres. La recherche de l'objectivité dans la science et dans la vie publique, traduction par Gérard Marino. Paris : Les Belles Lettres, 2017 (ISBN 978-2-251-44653-0)
- The Modern Social Sciences, with Dorothy Ross (2003)
- Karl Pearson: The Scientific Life in a Statistical Age (2004)
- Genetics in the Madhouse: The Unknown History of Human Heredity (2018)